# Mosaïque d'aurige vainqueur de Dougga
La mosaïque d'aurige vainqueur, appelée aussi mosaïque d'Eros, est une mosaïque romaine datée du IVe siècle et découverte sur le site archéologique de Dougga. Elle est conservée au musée national du Bardo.

## Histoire et localisation

### Histoire antique

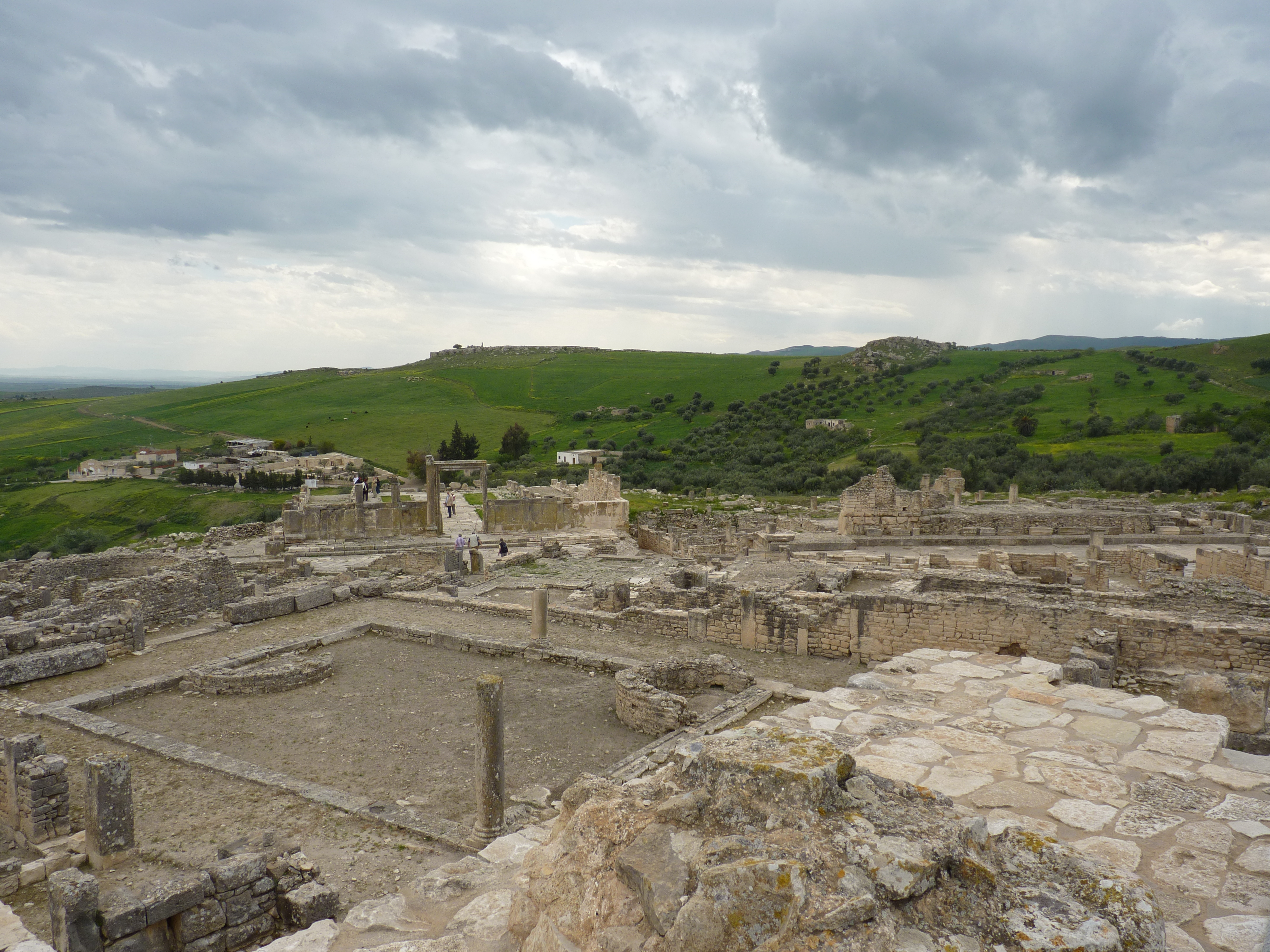
Vue générale du quartier de la ville entre le Capitole et Dar Lacheb.

La mosaïque est trouvée dans un édifice fouillé entre l'édifice dit Dar Lacheb et le Capitole ; la demeure privée est toutefois retrouvée très endommagée. La pièce dans laquelle est trouvée l'œuvre mesurait 3,65 mètres sur 6,50. Les maisons du secteur comportent, outre des mosaïques, des placages de marbre et des stucs peints sur les murs.
La maison particulière est contiguë à une place triangulaire face à Dar Lacheb. Sur cette place donnaient une autre maison et une boutique. La mosaïque est détruite partiellement dès l'Antiquité du fait de la construction d'un mur destiné à agrandir la terrasse d'une autre maison.
La mosaïque est datée de la seconde moitié voire de la fin du IVe siècle,.

### Redécouverte

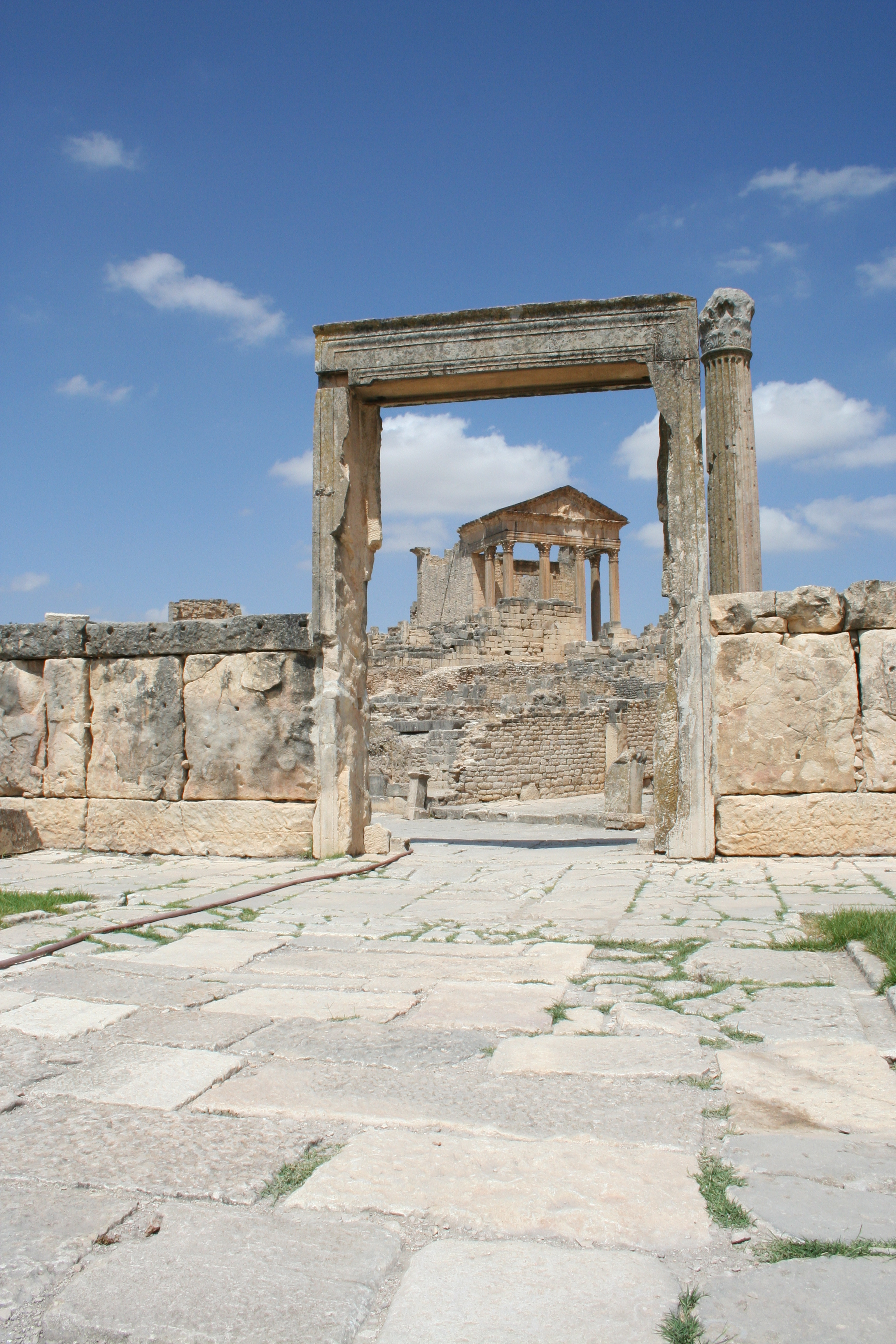
Édifice dit Dar Lacheb et le Capitole de Dougga.

Les fouilles du site archéologique de Dougga sont réalisées au fur et à mesure d'expropriations. L'espace de l'ancienne ville antique n'a jamais cessé d'être occupé, et il a fallu installer les populations dans un nouveau village appelé Nouvelle Dougga. La couche de déblais était haute d'environ quatre mètres dans le secteur où a été trouvée la mosaïque.
Cette dernière est retrouvée non loin de l'édifice dit Dar Lacheb en 1901 par Alfred Merlin, à la suite des directives de Paul Gauckler, directeur du service des antiquités. Elle intègre aussitôt les collections du musée du Bardo.

## Composition et description

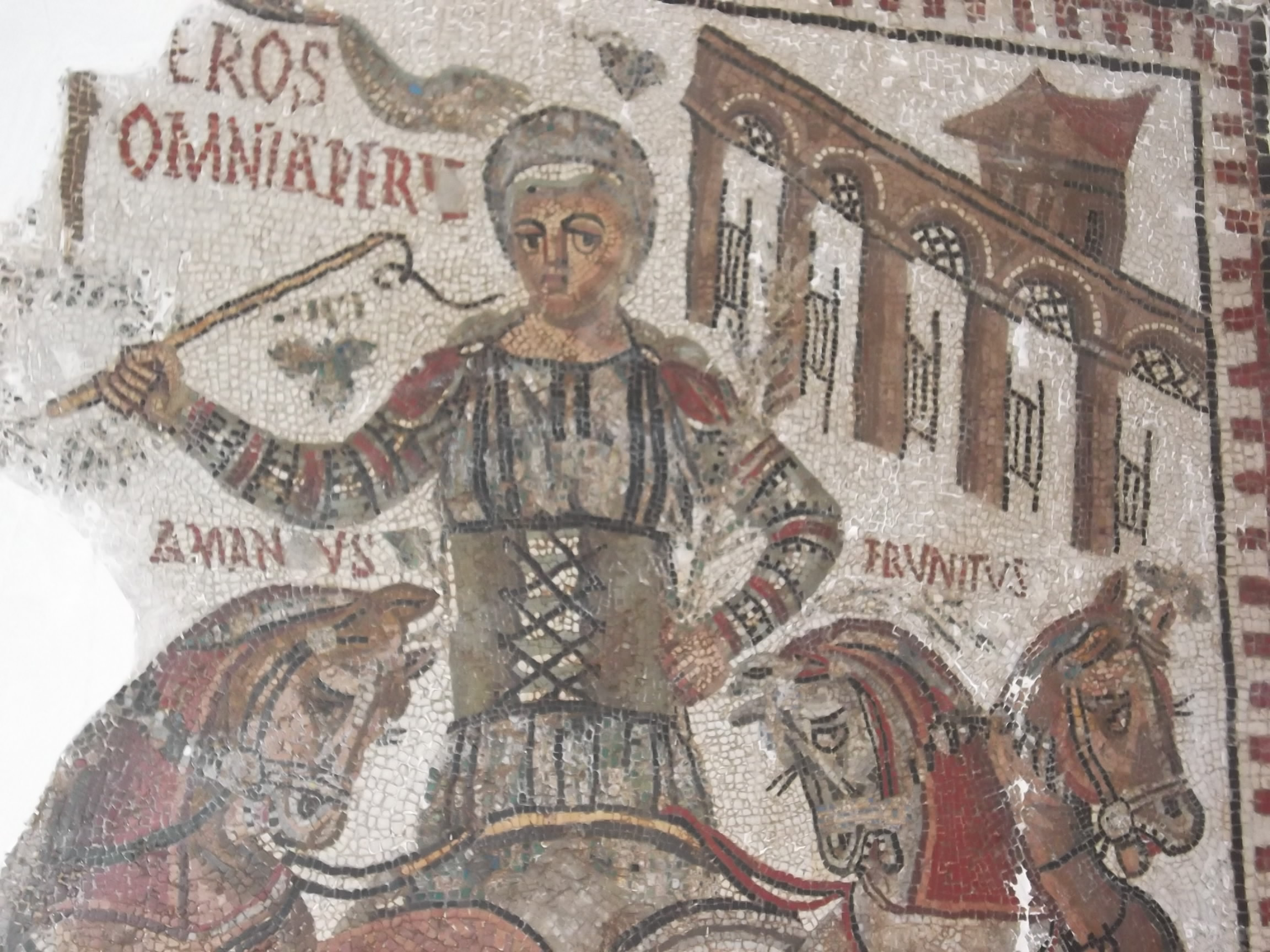
Détail sur la zone préservée.

### Composition
La mosaïque est constituée de grosses tesselles de marbre pour l'encadrement et de petites tesselles « en pâte d'émail et de verre » et avec des couleurs vives, bleu, rouge, jaune et blanc.
L'encadrement mesure à l'origine 2,60 mètres sur 1,20 et comporte des motifs de losanges noirs sur fond blanc. La composition géométrique comporte des motifs de fleurettes. La scène devait initialement être carrée mais la mosaïque a perdu sa partie basse et il subsiste uniquement trois chevaux. La mosaïque a également des lacunes dans sa partie gauche, même si la bordure est partiellement conservée.

### Description
Le motif comporte un cocher de cirque vainqueur. L'aurige est vu de face, la tête mesurant à elle seule 0,16 mètre. Il est figuré avec un grand souci de réalisme. Le personnage tient un fouet et une couronne végétale dans son bras droit, et une palme dans son bras gauche, sa main gauche reposant sur sa hanche. Le personnage est habillé de manière classique pour un aurige : une tunique verte, une ceinture très large avec des courroies. Ces courroies sont utilisées pour protéger lors des chutes et réduire également la prise des vêtements au vent. Cette ceinture sert par ailleurs à le protéger des frottements des rênes. Il porte aussi un casque. Le visage du cocher est juvénile, et ses gestes sont rigides.
Les chevaux sont caparaçonnés, harnachés luxueusement et pourvus d'« étoffe rouge » ; ils ont la tête baissée et ouvrent la bouche, serrant leur mors. Parmi les chevaux, deux sont nommés Amandus (l'aimable ou le bien-aimé) et Frunitus (le jovial ou le gai), du nom de leur caractère. Ils sont placés de façon symétrique, deux par deux, une position très fréquente à l'époque. La partie basse des chevaux est perdue, en dessous du poitrail. Les deux autres chevaux étaient peut-être nommés, mais ce nom a été perdu.
À l'arrière-plan se trouvent les grilles de départ du cirque qui est le cadre de la course : on voit des arcades et des portillons munis de grilles. Cela évoque les écuries, représentées selon une perspective classique. Au-dessus est représenté un bâtiment tétrastyle, un temple ou la loge de l'ordonnateur des jeux du cirque.
Au dessus de l'aurige se trouve une inscription Eros omnia per te (Eros tout grâce à toi) ; cette phrase est sans doute une acclamation, Eros étant sans doute le surnom de l'aurige dans le cadre de son activité sportive.
La mosaïque est parsemée en outre de végétaux : feuille de lierre ou de vigne à côté de l'aurige, rameau de lierre, tiges de millet et feuille de vigne à proximité des chevaux.

## Interprétation

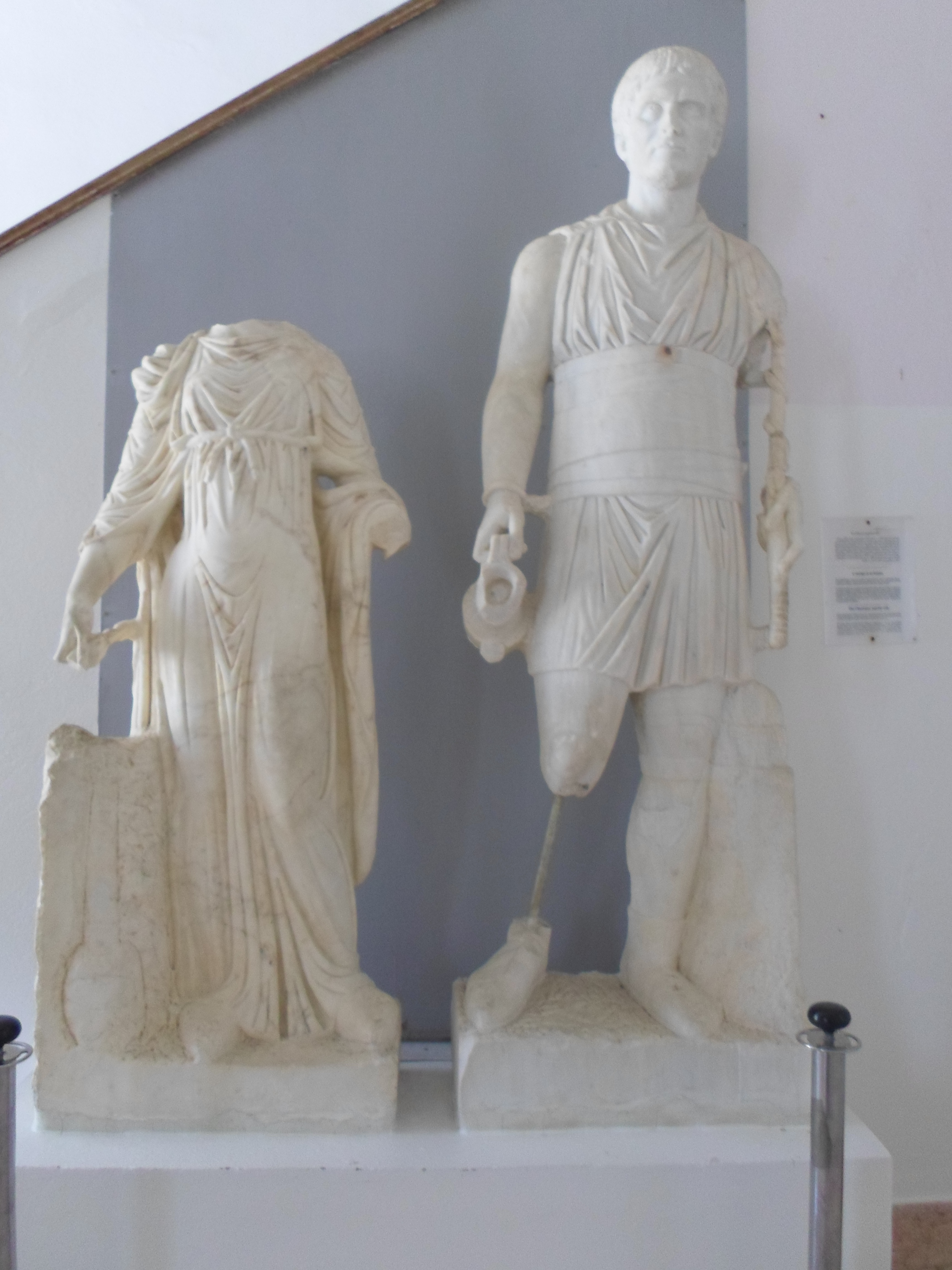
Deux statues romaines du musée national de Carthage, dont une statue d'aurige vainqueur, découverte à proximité du cirque de Carthage, avec des habits assez similaires à ceux de l'aurige de Dougga.

Malgré les lacunes, l'œuvre est « en très bon état et [...] la mosaïque produit [...] un fort bel effet » selon Merlin. Le type de représentation date de l'art grec mais « la symétrie et la frontalité » se répand dans l'Antiquité tardive. Elle témoigne du goût du public pour les courses de cirque : l'aurige appartient à la faction des verts, et les vainqueurs devenaient très riches. De nombreuses représentations du thème sont connues, particulièrement en Afrique, et ces documents ont « une valeur documentaire ».
La demeure était celle de personnes riches. Cette œuvre retrouvée dans une demeure privée semble devoir être interprétée comme une commémoration de jeux offerts par un magistrat ou le propriétaire, et en particulier d'une victoire d'un aurige dont le nom est Eros. Le mosaïste a souhaité également signifier « l'influence bénéfique de l'amour grâce auquel on obtient le triomphe »,. L'aurige représenté est peut-être le plus talentueux, ou alors le propriétaire supportait le parti des verts, la Factio Prasina, sous les couleurs desquelles Eros avait couru.